# Cellana eucosmia
Cellana eucosmia is een slakkensoort uit de familie van de Nacellidae. De wetenschappelijke naam van de soort is voor het eerst geldig gepubliceerd in 1891 door Pilsbry.